# Квон Ён У
Квон Ён У (кор. 권 영우; 12 апреля 1981, Сеул) — корейский дзюдоист полусредней весовой категории, выступал за сборную Южной Кореи на всём протяжении 2000-х годов. Участник летних Олимпийских игр в Афинах, чемпион Азии, двукратный чемпион летних Универсиад, победитель многих турниров национального и международного значения.

## Биография
Квон Ён У родился 12 апреля 1981 года в Сеуле. Впервые заявил о себе в сезоне 2000 года, выиграв в полусреднем весе бронзовую медаль на юниорском чемпионате мира в Набуэле. Будучи студентом, отправился представлять страну на летней Универсиаде в Пекине, где взял верх над всеми соперниками в своём весовом дивизионе, в том числе над азербайджанцем Мехманом Азизовым в финале, и завоевал таким образом золотую медаль.
Первого серьёзного успеха на взрослом международном уровне добился в 2003 году, когда попал в основной состав корейской национальной сборной и побывал на домашнем чемпионате Азии в Чеджу, откуда привёз награду серебряного достоинства, выигранную в полулёгкой весовой категории — единственное поражение потерпел в финале от монгола Дамдинсурэнгийна Нямху. Кроме того, в этом сезоне одержал победу на международном турнире класса «А» в Будапеште, на домашнем международном турнире в Чеджу и на домашней летней Универсиаде в Тэгу, где победил в решающем поединке испанца Оскара Фернандеса.
В 2004 году стал бронзовым призёром на Суперкубке мира в Париже и на азиатском первенстве в Алма-Ате. Благодаря череде удачных выступлений удостоился права защищать честь страны на летних Олимпийских играх в Афинах — победил здесь первых двух соперников, однако на стадии четвертьфиналов потерпел поражение от представителя Греции Илиаса Илиадиса, который в итоге одержал победу в этом олимпийском турнире. В утешительных встречах за третье место кореец выиграл один поединок, но затем в полуфинале был побеждён бразильцем Флавиу Канту.
После афинской Олимпиады Квон остался в основном составе дзюдоистской команды Южной Кореи и продолжил принимать участие в крупнейших международных турнирах. Так, в 2006 году он получил бронзовую медаль на командном чемпионате мира в Париже и выступил на Азиатских играх в Дохе, где дошёл до 1/8 финала, потерпев поражение от японца Такаси Оно. В следующем сезоне был лучшим на Суперкубке мира в Гамбурге и на чемпионате Азии в Эль-Кувейте. При этом на чемпионате мира в Рио-де-Жанейро сумел дойти только до четвертьфинала и в число призёров не попал. В 2009 году стал пятым на азиатском первенстве в Тайбэе и занял третье место в зачёте восточноазиатского чемпионата. Последний раз показал сколько-нибудь значимый результат в сезоне 2011 года, когда удостоился бронзовой награды на этапе Кубка мира в Улан-Баторе. Вскоре по окончании этих соревнований принял решение завершить карьеру профессионального спортсмена.